# Lubuk Semut
Lubuk Semut is een bestuurslaag in het regentschap Karimun van de provincie Riau-archipel, Indonesië. Lubuk Semut telt 4.918 inwoners (volkstelling 2010).